# Skela
 Ovo je glavno značenje pojma Skela. Za druga značenja pogledajte Skela (razdvojba).
Riječna skela je plovni objekt koji služi za prijevoz roba i osoba. pogoni se vlastitim motorom, ili mini brodićem koji je gura s jedne strane rijeke na drugu. U davna vremena kada nisu bili brodovi na motorni pogon skelu su pomoću konopa koji je bio razapet između dvije obale vukli ljudi. Inače skela u Orašju je tijekom, a i poslije rata od rujna 1991. godine do prosinca 1998. godine pomogla dosta Hrvatima Bosanske Posavine da prežive.

## Vanjske poveznice
- Plovila unutarnje plovidbe Hrvatska tehnička enciklopedija, portal hrvatske tehničke baštine. LZMK